# Lévignacq
Lévignacq település Franciaországban, Landes megyében. Lakosainak száma 345 fő (2022. január 1.). Lévignacq Lesperon, Linxe, Lit-et-Mixe, Mézos és Uza községekkel határos.

## Népesség
A település népességének változása:
| Lakosok száma | 379  | 336  | 330  | 357  | 314  | 316  | 316  | 310  | 312  | 345  |
|               | 1968 | 1982 | 1990 | 2006 | 2013 | 2015 | 2017 | 2019 | 2020 | 2022 |